# Birger Jarls torg

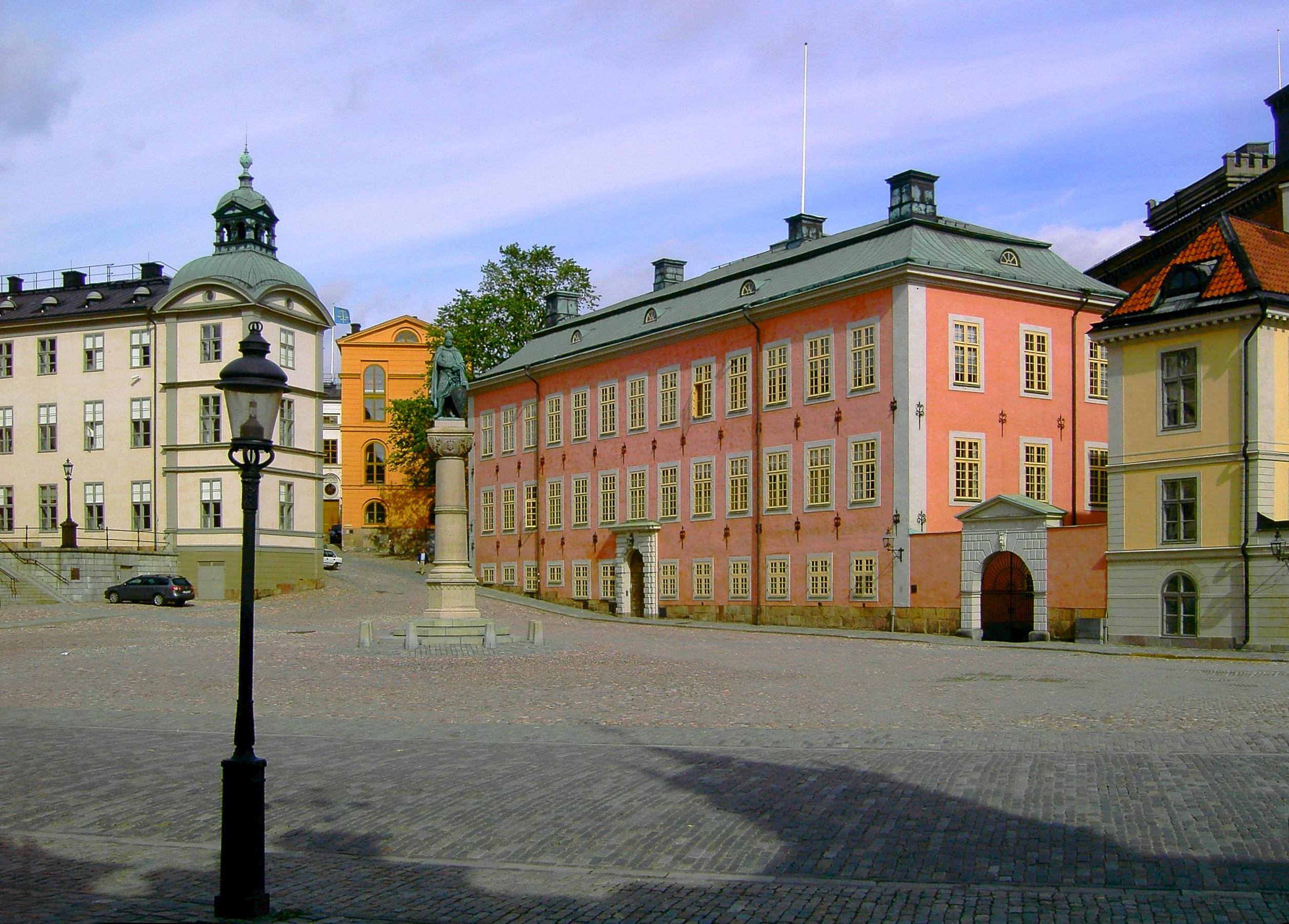
Birger Jarls torg med Stenbockska palatset (t.h.), Birger Jarls staty och Wrangelska palatset (t.v.), 2006.

Birger Jarls torg är ett torg och en gata på Riddarholmen i Stockholm. Torget fick sitt nuvarande namn 1854.

## Namnet

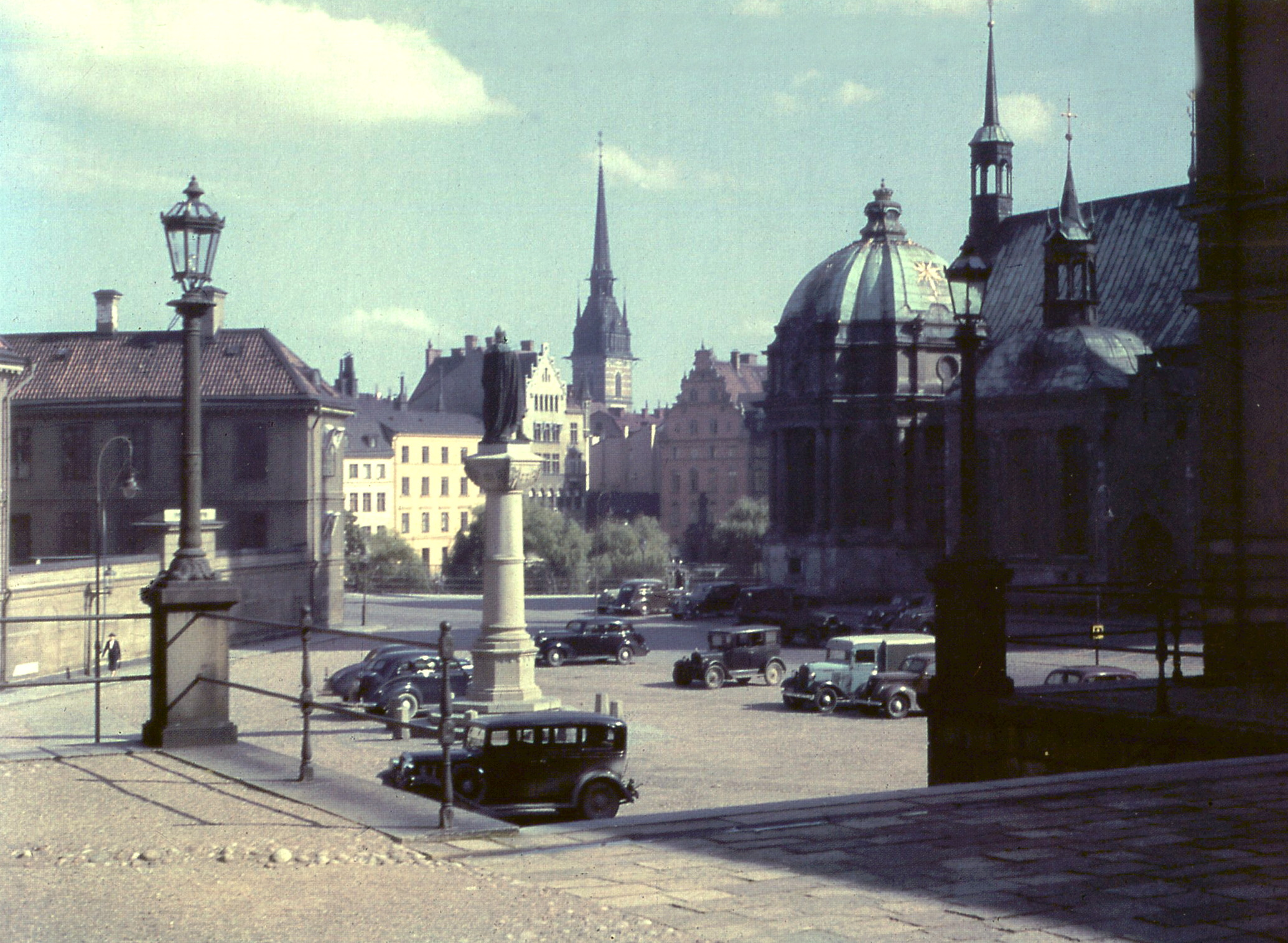
Birger Jarls torg 1938.

Torget har fått sitt namn efter en skulptur föreställande Birger jarl, utförd av Bengt Erland Fogelberg och rest på torget 1854 (se vidare Birger jarl (staty)). Birger Jarls torg är även namnet på den gata som går från torget runt (söder om) Riddarholmskyrkan.

## Historik
Torget kallades tidigare Riddarholmstorget. Den 4 november 1854, samma år som statyn restes, fastslog stadens drätselkommission att torget skulle få namnet Birger jarls torg.  1922 föreslog namnberedningen att delar av torget skulle heta Ständernas Gata och Tottska Planen (efter Åke Tott). Förslagen "föranledde ingen åtgärd".
På platsen för torget låg tidigare en kyrkogård för Riddarholmskyrkan. Kyrkogårdsmuren revs fyra år efter Riddarholmsbranden 1802. Kyrkogården togs bort och platsen gjordes om till torg.
Riddarholmens bronsmodeller är två taktila bronsskulpturer som visar Riddarholmens utseende kring år 1620 och år 1750. Modellerna är sedan maj 2011 uppställda på Birger Jarls torg.

## Bilder, byggnader (urval)

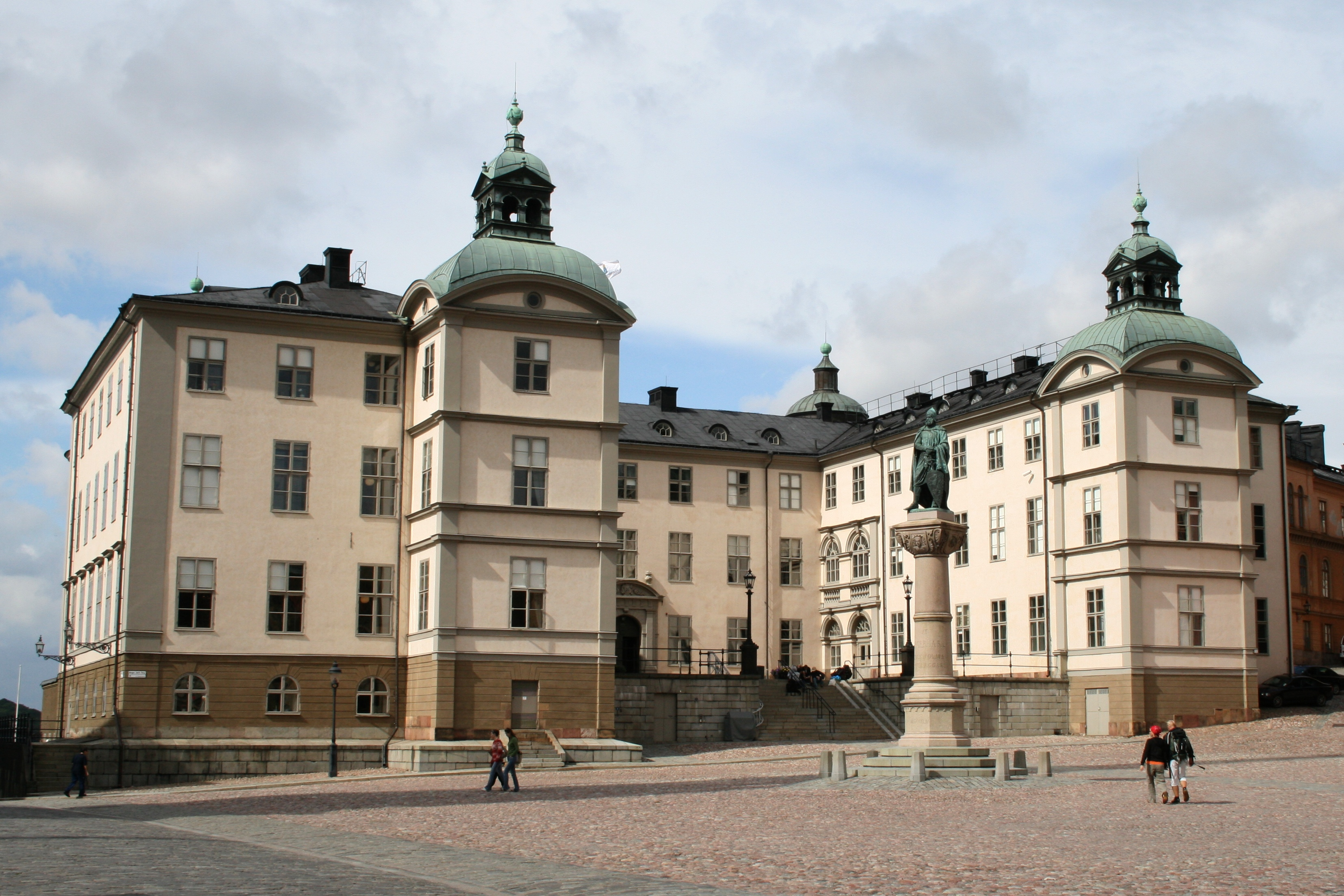
Wrangelska palatset
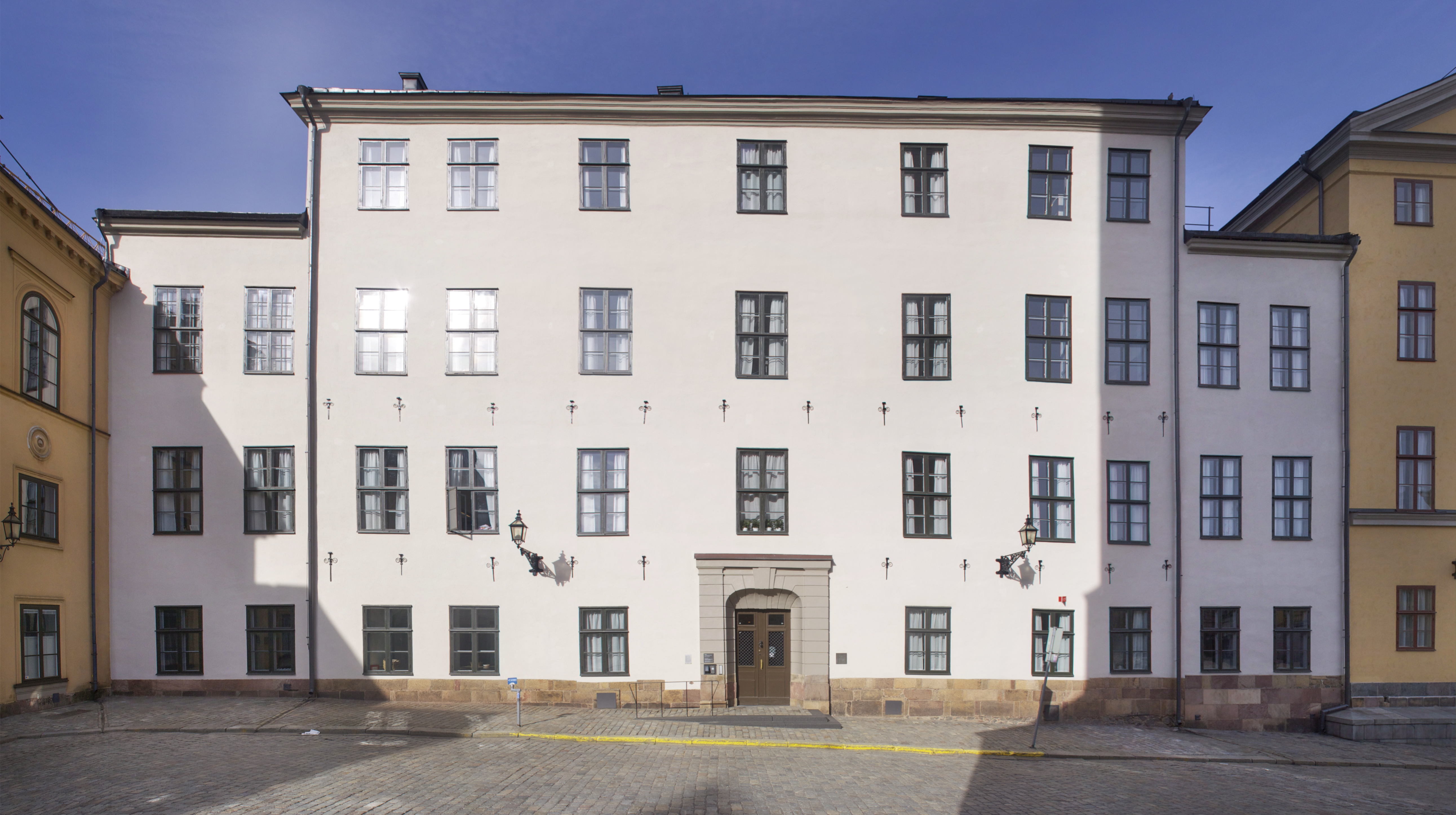
Sparreska palatset
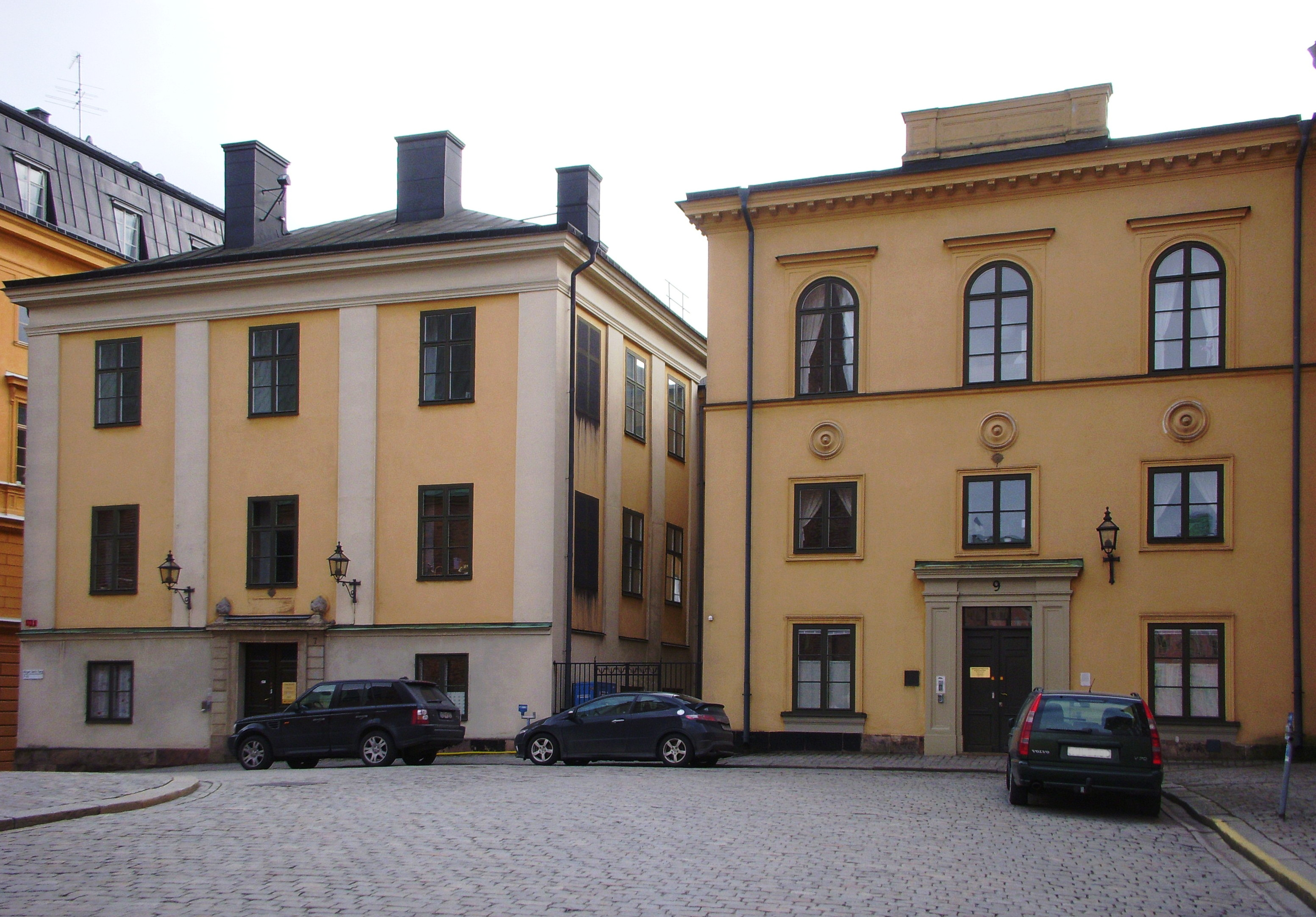
Östra (t.v.) och Västra Gymnasiehuset
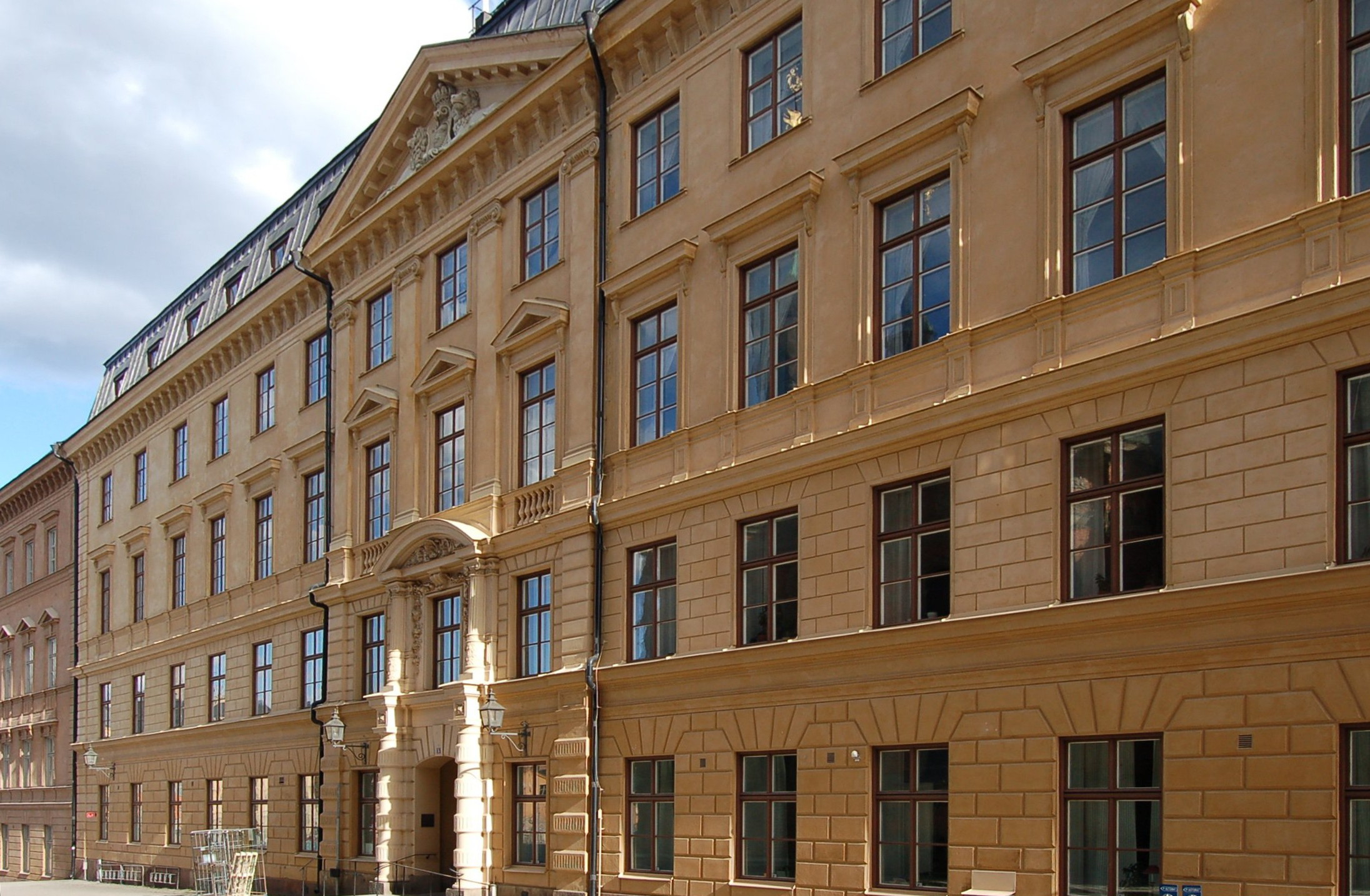
Gamla riksdagshuset

## Byggnader vid Birger Jarls torg
- Hebbeska huset (nr 1)
- Riddarholmskyrkan (nr 3)
- Gamla riksdagshuset (nr 5)
- Östra Gymnasiehuset (nr 7)
- Västra Gymnasiehuset (nr 9)
- Sparreska palatset (nr 11)
- Kammarrättens hus (nr 13)
- Wrangelska palatset (nr 16)

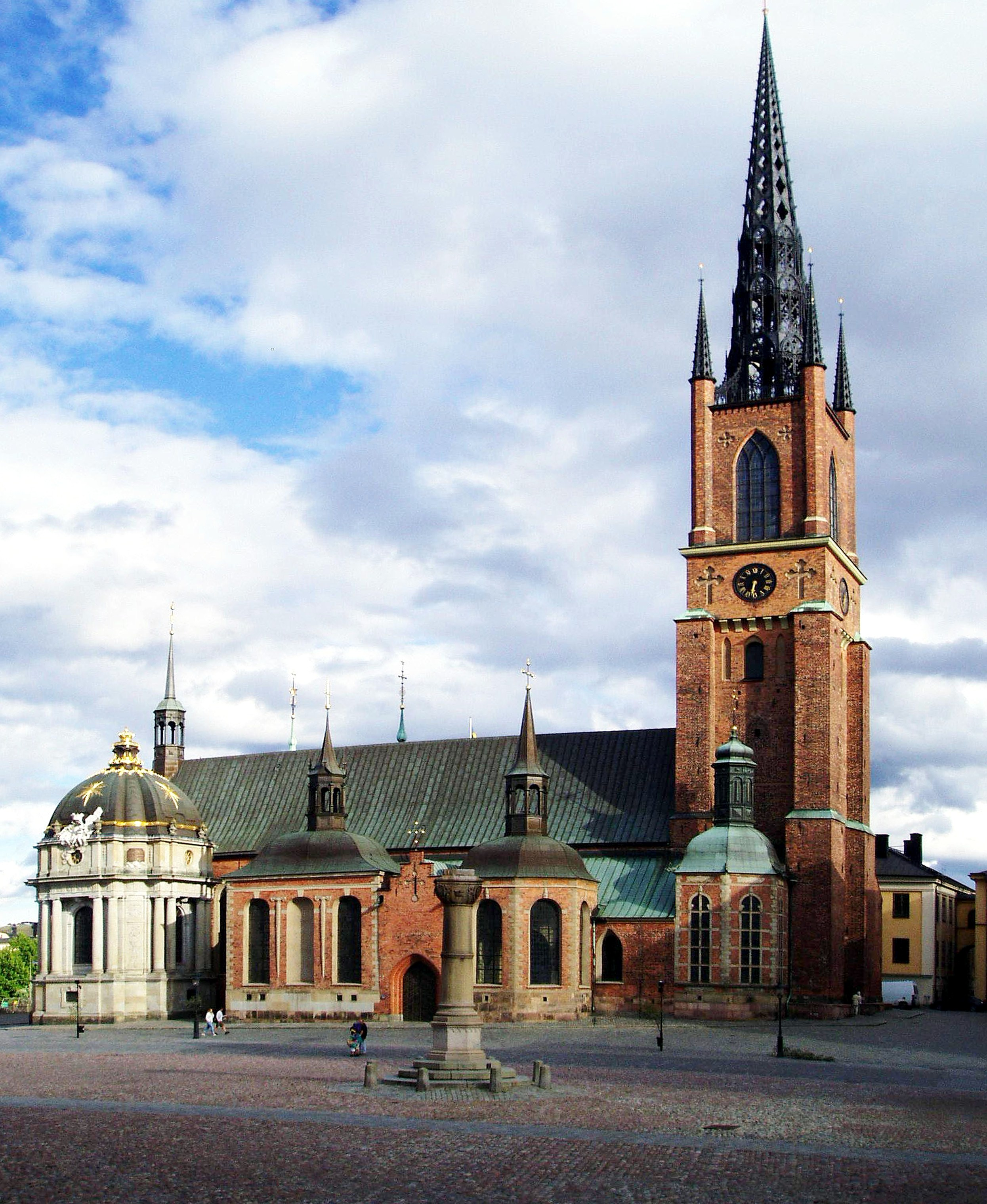
Riddarholmskyrkan, sedd från torget.

- Schering Rosenhanes palats (nr 10)
- Stenbockska palatset (nr 4)
- Hessensteinska palatset (nr 2)